# Artîrivka, Bârzula
Artîrivka (în ucraineană Артирівка) este un sat în comuna Ocna din raionul Bârzula, regiunea Odesa, Ucraina.

## Demografie
Componența lingvistică a localității Artîrivka
     Ucraineană (89,85%)
     Română (8,27%)
     Rusă (1,88%)
Conform recensământului din 2001, majoritatea populației localității Artîrivka era vorbitoare de ucraineană (89,85%), existând în minoritate și vorbitori de română (8,27%) și rusă (1,88%).